# Меркатело (Перуђа)
Меркатело је насеље у Италији у округу Перуђа, региону Умбрија.
Према процени из 2011. у насељу је живело 319 становника. Насеље се налази на надморској висини од 223 м.